# Coenonympha alexandra
Coenonympha alexandra är en fjärilsart som beskrevs av Rühl 1894. Coenonympha alexandra ingår i släktet Coenonympha och familjen praktfjärilar. Inga underarter finns listade i Catalogue of Life.